# Teatro de las Indias Orientales en las guerras revolucionarias francesas
El teatro de las Indias Orientales en las guerras revolucionarias francesas fue una serie de campañas relacionadas con el gran conflicto europeo conocido como las Guerras Revolucionarias Francesas, libradas entre 1793 y 1801 entre la nueva República Francesa y sus aliados y una alianza cambiante de potencias rivales. Aunque el Océano Índico estaba separado por una gran distancia del principal teatro del conflicto en Europa occidental, jugó un papel importante debido a la importancia económica de la región para Gran Bretaña, el oponente más constante de Francia, de sus colonias en la India y el comercio del Lejano Oriente.
La protección de los intereses británicos en la región recayó principalmente en la Royal Navy, apoyada por las fuerzas militares de la Compañía de las Indias Orientales. La estrategia naval buscaba eliminar las fuerzas enemigas en la región y proporcionar protección de convoy a los grandes buques mercantes de las Indias Orientales y barcos de compañía más pequeños que transportaban bienes y riqueza entre Gran Bretaña y sus colonias asiáticas y socios comerciales. La Armada francesa mantuvo operaciones de incursión comercial en la región durante toda la guerra; particularmente escuadrones de fragatas ligeras y corsarios desplegados en un esfuerzo por interrumpir el comercio británico, apoyados como el conflicto desarrollado por los aliados que los franceses acumularon en el curso de la guerra, particularmente la República de Batavia y España.
En la declaración de guerra a Gran Bretaña por la recién formada República Francesa el 1 de febrero de 1793, las fuerzas británicas en el Océano Índico mantuvieron una posición militar considerablemente más fuerte, que se utilizó inmediatamente para apoderarse de los territorios franceses en la India. Las fuerzas francesas restantes continuaron operando desde su base en la remota isla de Île de France, corsarios en particular llevando a cabo una campaña altamente disruptiva contra el comercio británico. Los intentos de la Royal Navy, comandada por el contraalmirante Peter Rainier, de limitar su efectividad resultaron en una serie de enfrentamientos intrascendentes y un bloqueo parcial de las islas francesas. En 1795, la declaración de guerra a Gran Bretaña por parte de la recién formada República de Batavia condujo a invasiones exitosas de las colonias batavianas de Ceilán neerlandés, la Colonia Holandesa del Cabo y operaciones contra las Indias Orientales Neerlandesas.
En 1796 el control británico de la región fue desafiado por una gran y poderosa escuadra de fragatas francesas enviadas al Océano Índico bajo el mando del contraalmirante Pierre César Charles de Sercey. La escuadra de Sercey operó contra el comercio británico durante dos años con poco éxito; los intentos de asaltar el comercio de China y coordinarse con un escuadrón de la Armada española en Manila en Filipinas terminaron en fracaso. El creciente resentimiento en Île de France a costa de mantener el escuadrón finalmente requirió que la mayoría de los barcos regresaran a Francia. Los sobrevivientes, obligados a operar de forma independiente, fueron posteriormente derrotados y capturados por la Royal Navy en una serie de enfrentamientos individuales en 1799. En 1800 el control británico del Océano Índico estaba nuevamente asegurado, Rainier desplegó sus barcos en tareas de protección comercial y en el Mar Rojo para apoyar la invasión de Egipto en 1801. Al final de la guerra en 1802, la Paz de Amiens revirtió la situación en la región a su estado anterior a la guerra, Gran Bretaña devolvió todas las colonias incautadas excepto Ceilán.

## Antecedentes
El 1 de febrero de 1793, en medio de las crecientes tensiones que siguieron a la Revolución Francesa de 1789, la recién formada República Francesa, ya en guerra con el Imperio austríaco y Prusia, declaró la guerra a Gran Bretaña y la República Holandesa. Este acto extendió las Guerras Revolucionarias Francesas más allá de Europa para abarcar las colonias británicas, francesas y holandesas en las Américas y las Indias Orientales. Gran Bretaña y Francia ya eran rivales en las Indias Orientales, habiendo luchado campañas en el Océano Índico durante la Guerra de los Siete Años (1756-1763) y la Guerra de Independencia de los Estados Unidos (1775-1783). Más recientemente, las fuerzas navales británicas y francesas habían luchado en la Batalla de Tellicherry en 1791 como parte de la Tercera Guerra Anglo-Mysore, un conflicto entre la Compañía de las Indias Orientales (EIC), que controlaba los intereses mercantiles británicos en las Indias Orientales, y el Reino de Mysore apoyado por Francia en el sur de la India. La batalla fue una derrota francesa, pero tuvo poco impacto en la guerra en sí, que vio al EIC extraer concesiones significativas de Tipu Sultan, el gobernante de Mysore, o en el empeoramiento del clima político en Europa.
Gran Bretaña, a través del EIC, controlaba grandes extensiones de la costa india, incluidos los tres puertos importantes de Calcuta, Bombay y Madrás, cuando comenzó la guerra. En la costa norte de la Bahía de Bengala, Calcuta era un puerto altamente lucrativo pero remoto y carente de instalaciones navales; Madrás, en la costa de Coromandel, era un puerto abierto con pocas defensas; mientras que Bombay, en la costa occidental, era el punto de comunicación con Europa y la base naval más fuerte de la región. Al este, los comerciantes británicos operaban desde los pequeños puertos de Penang y Bengkulu, que se unían directamente con el gran centro mercantil de Cantón en la China de la dinastía Qing. Este vínculo fue la causa principal del interés británico en las Indias Orientales: la conexión y el dominio de una lucrativa red de comercio y exploración intercontinental.
Francia controlaba una serie de puertos comerciales a lo largo de la costa india, incluidos Mahé y Chandernagor, todos gobernados desde el puerto más grande de Pondicherry. Sin embargo, la posición francesa más fuerte en la región era la isla aislada de Île de France, más tarde conocida como Mauricio, con sus bases subordinadas de Reunión y pequeños asentamientos en Madagascar en las Seychelles y en Rodrigues. Île de France, centrada en la capital Port Louis, tenía importantes características agrícolas comerciales y una economía dominada por el trabajo esclavo africano. Las islas solo eran comercialmente viables cuando se dejaban sin garabasar, y si había tropas que apoyar o las islas estaban bajo bloqueo, había dificultades económicas y escasez de alimentos correspondientes. La isla era más valiosa como base naval, situada en una posición ideal para que los asaltantes interceptaran el comercio británico entre Europa y las Indias Orientales. Los trastornos de la Revolución Francesa habían llegado a Île de France, con acusaciones contra altos funcionarios que condujeron a arrestos en 1792. La llegada de la noticia de que la Convención francesa había abolido la esclavitud en agosto de 1794 casi sumió a la isla en una guerra civil, y solo la intervención del gobernador Malartic evitó el conflicto.
El Imperio holandés mantuvo la Colonia Holandesa del Cabo, Ceilán neerlandés y las Indias Orientales Neerlandesas. Este último, ahora Indonesia, fue gobernado por la Compañía Holandesa de las Indias Orientales desde el altamente lucrativo puerto de Yakarta. Batavia fue el centro del comercio de Asia Oriental, llegando hasta Nagasaki en el período Edo de Japón, apoyado por otras ciudades y puertos como Surabaya y Gresik. La Colonia del Cabo en el extremo sur de África era mucho menos significativa, actuando principalmente como un puerto de reabastecimiento con poca actividad comercial o penetración en el campo circundante. Los puertos comercialmente significativos de Trincomalee y Colombo en la isla de Ceilán eran de importancia estratégica, pero débilmente guarnecidos contra el ataque. Estas colonias fueron defendidas por un escuadrón naval holandés, enviado a la región en 1782 después de la Guerra de Independencia de los Estados Unidos.
Las Filipinas españolas, algo distantes de las otras colonias europeas en la región, era un remanso comercial que sobrevivió a través de grandes subsidios de la Nueva España. Las únicas ciudades significativas fueron Manila y Cavite, esta última albergando una poderosa escuadra naval española. Existía una presencia mercantil portuguesa en el puerto indio de Goa, que era una fuente de preocupación para los británicos, ya que representaba un punto débil en las defensas de la India británica. Portugal también controlaba el puerto chino de Macao y una serie de puestos comerciales en la costa de África Oriental en el Mozambique portugués. Otras naciones europeas, incluidas Dinamarca y Suecia, comerciaron en las Indias Orientales, al igual que cada vez más los buques mercantes estadounidenses.
Las Indias Orientales fueron muy importantes para el esfuerzo de guerra británico debido a su posición fundamental en el mantenimiento de los ingresos británicos a través del comercio. El Consejo Europeo de Innovación controlaba el envío de grandes cantidades de productos valiosos desde la India, China y otros mercados asiáticos a Europa con su flota de buques mercantes grandes y bien armados, conocidos como indios orientales, complementados por buques comerciales locales más pequeños conocidos como «buques de campo». El Consejo Europeo de Innovación mantuvo un ejército permanente en la India y su propia flota pequeña, diseñada para la protección del comercio. La armada EIC fue complementada por las fuerzas de la Royal Navy, que se habían agotado de fuerzas poco antes del estallido de la guerra; el contraalmirante William Cornwallis sólo tenía el navío de línea HMS Crown en Madrás, y la fragata HMS Minerva en Calcuta. Las fuerzas francesas en la región también comprendían dos fragatas, Cybèle y Prudente bajo el mando del comodoro Saint-Félix, apoyadas por un escuadrón de buques más pequeños y una fuerza grande pero desorganizada de corsarios, con órdenes de operar contra el comercio británico.

## Campañas
La noticia de la declaración de guerra francesa llegó en barco a Calcuta, después de haber viajado con George Baldwin, embajador británico en Alejandría, el 1 de junio de 1793. Cornwallis navegó inmediatamente a Pondicherry, instituyendo un bloqueo y apoderándose de un barco de suministro de municiones que ingresaba al puerto. Ya se habían elaborado planes para eliminar la presencia francesa en la India. Las fuerzas británicas y del EIC, comandadas en tierra por el coronel John Braithwaite, se movieron rápidamente, apoderándose de Chandernagor, Karaikal, Yanam y Mahé sin resistencia. Pondicherry demostró ser más fuerte, y Braithwaite se vio obligado a sitiar la ciudad durante 22 días hasta que el comandante francés, el coronel Prosper de Clermont, aceptó rendirse. El bloqueo de Cornwallis fue aumentado por varios grandes indios orientales, lo que resultó suficiente como elemento disuasorio para expulsar a la fragata francesa Cybèle y los almacenes que la acompañaban que buscaban reabastecer a la guarnición el 14 de agosto.

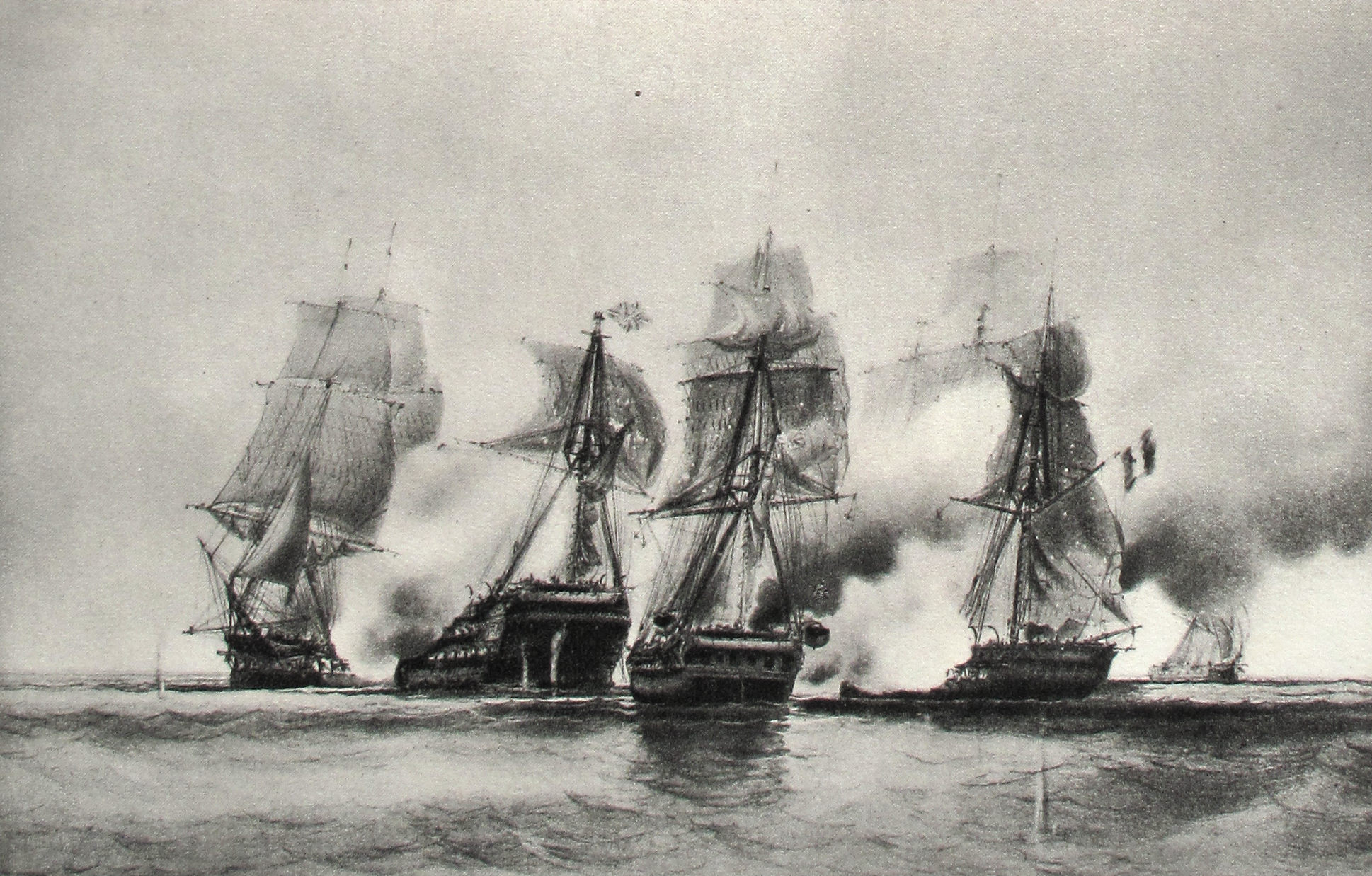
Cybèle y Prudente luchando contra el HMS Centurion y el HMS Diomede, por Durand Brager

Con los franceses firmemente expulsados de la India, Cornwallis regresó a las aguas europeas con Minerva. La protección del transporte marítimo del EIC de las fuerzas francesas se dejó a un pequeño número de buques de guerra ligeros del EIC. La ruta comercial a través del estrecho de Sunda resultó particularmente vulnerable; el 27 de septiembre de 1793 un escuadrón de grandes corsarios capturó al Indio Oriental Princess Royal. En enero de 1794, un escuadrón bien armado de indios orientales bajo el mando del comodoro Charles Mitchell fue enviado a patrullar el estrecho de Sunda por el EIC. Durante la subsiguiente campaña del estrecho de Sunda, los corsarios atacaron al Indio Oriental Pigot el 17 de enero antes de que Mitchell derrotara a los corsarios más grandes, Vengeur y Résolu, el 22 de enero y luchara en un enfrentamiento no concluyente con Prudente y Cybèle bajo el capitán Jean-Marie Renaud el 24 de enero. Posteriormente, Renaud capturó al Pigot, mientras estaba bajo reparaciones en Fort Marlborough. A finales de febrero, tanto los escuadrones franceses como los del EIC regresaron al Océano Índico. La fragata holandesa Amazone posteriormente capturó dos corbetas francesas en Surabaya.
A principios de la primavera de 1794, durante una gran campaña en el Atlántico, una fuerza británica dirigida por el capitán Peter Rainier en el navío de línea de 74 cañones HMS Suffolk, que también incluía HMS Swift, HMS Orpheus, HMS Centurion y HMS Resistance, fue enviada al Océano Índico. Esta fuerza divergió en el camino, con Orpheus, Resistence y Centurion navegando frente a Île de France en mayo. El 5 de mayo esta fuerza se encontró con la Princess Royal capturada, ahora armada como buque de guerra y renombrada Duguay-Trouin, y el bergantín Vulcain. Duguay-Trouin navegó mal y fue interceptado y capturado por Orpheus después de una corta batalla. El bloqueo de Île de France se mantuvo durante el año y el 22 de octubre Renaud intentó eliminarlo, atacando Centurion y Diomede frente a Île Ronde. La batalla subsiguiente fue dura, con un duelo particularmente feroz entre Centurion y Cybèle, pero finalmente la escuadra británica se vio obligada a retirarse a la India.

### Campañas bátavas
«Lo que era una pluma en manos de los holandeses se convertirá en una espada en manos de Francia».

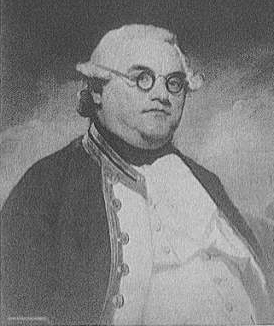
Peter Rainier

— Comodoro John Blankett en referencia a la Colonia Holandesa del Cabo.
Rainier decidió no renovar el bloqueo de Île de France en 1794, preocupado por los falsos rumores de que un escuadrón de batalla francés navegaba hacia las Indias Orientales. En julio de 1795 llegaron noticias a la India que cambiaron significativamente la situación estratégica: durante el invierno de 1794-1795 el ejército francés había invadido la República Holandesa, reformando el país en un estado cliente aliado llamado la República de Batavia. El control de las colonias holandesas, cuya lealtad era incierta, se convirtió en la principal prioridad de Rainiero debido principalmente a sus posiciones estratégicas a lo largo de las rutas comerciales intercontinentales, e inmediatamente organizó operaciones para apoderarse de ellas. La fuerza más grande, con Rainiero al mando personal, descendió sobre Trincomalee, mientras que una fuerza más pequeña bajo el mando del capitán Edward Pakenham en la Resistencia navegó hacia Malaca.
Rainier esperaba que los comandantes holandeses transfirieran pacíficamente el control de sus colonias a los británicos después de la provisión de las Cartas de Kew del estatúder Guillermo de Orange. Sin embargo, en Trincomalee el gobernador resistió y una invasión de Ceilán siguió adelante. Después de un breve bombardeo, Trincomalee capituló el 26 de agosto, aunque Diomede naufragó durante la operación de desembarco. Con el fuerte principal tomado, las ciudades bátavas restantes en Ceilán se rindieron pacíficamente durante el mes siguiente, al igual que el puerto comercial bátavo de Cochin en la India. La fuerza de Pakenham fue capaz de apoderarse de Malaca sin resistencia el 17 de agosto de 1795.
El control bátavo de la Colonia Holandesa del Cabo era un grave riesgo para el transporte marítimo británico que rodeaba el Cabo de Buena Esperanza, y una fuerza sustancial bajo Sir George Keith Elphinstone fue enviada desde Gran Bretaña para eliminarlo. Al llegar a principios de agosto, Elphinstone inicialmente intentó intimidar al gobernador para que se rindiera, pero finalmente autorizó un desembarco en Simon's Town. El 7 de agosto la fuerza expedicionaria luchó en una escaramuza en Muizenberg y los enfrentamientos continuaron durante todo agosto. Un gran ataque holandés el 3 de septiembre fue evitado por la llegada de una gran flota de indios que transportaban refuerzos británicos, y cuando estas tropas llegaron a tierra, los holandeses superados en número se rindieron. Una fuerza expedicionaria bátava muy retrasada, enviada para retomar el control del Cabo, llegó en agosto de 1796, pero fue maniobrada y obligada a rendirse por Elphinstone en la Capitulación de la Bahía de Saldanha.

### Consolidación británica
La llegada de Elphinstone al Cabo lo colocó oficialmente al mando general del escuadrón de las Indias Orientales, pero las grandes distancias involucradas significaron que el control operativo inmediato permaneció con Rainier. En julio de 1795, Prudente y Cybèle zarparon de Île de France y atacaron el transporte marítimo en el estrecho de Sunda, apoderándose de varios barcos mercantes. Cuando los informes de este ataque llegaron a Rainiero, llevó a la mayor parte de su escuadrón hacia el este a las Indias Orientales Neerlandesas, dejando solo el escuadrón de Gardner para vigilar Colombo. Elphinstone asumió el mando del Océano Índico Occidental, enviando al HMS Stately y al HMS Victorious para restaurar el bloqueo de Île de France y llevando al HMS Monarch, HMS Arrogant y balandras HMS Echo y HMS Rattlesnake a Madrás, donde llegó el 15 de enero de 1796. En Francia, una operación para reforzar el Océano Índico con un escuadrón de fragatas razee o barcos de línea bajo el contraalmirante Kerguelen se había planeado en 1794, pero se retrasó repetidamente debido a la falta de barcos adecuados y compromisos en otros lugares. En el verano de 1795 estos planes fueron abandonados por completo después de las pérdidas en la batalla de Groix y la intervención francesa en las Indias Orientales no se intentó hasta la primavera de 1796.
El nuevo bloqueo de Île de France fue levantado en diciembre de 1795, y Elphinstone desplegó la mayoría de sus fuerzas en el bloqueo continuo de Colombo. En febrero, un pequeño escuadrón bajo el mando del capitán Alan Gardner atacó la ciudad y aseguró la rendición total de la guarnición bátava restante en la isla. En marzo llegó a Madrás el intento de Batavia de recuperar la Colonia del Cabo y Elphinstone regresó hacia el oeste con Monarch, seguido por Stately, Echo y Rattlesnake. En el este, la fuerza de Rainier tuvo cierto éxito, apoderándose de las considerables tiendas de clavo en Amboyna el 16 de febrero de 1796 y los suministros de nuez moscada y maza de Banda Neira el 8 de marzo. El valor de estas capturas fue significativo: los capitanes involucrados recibieron £15 000 cada uno. Sin embargo, estos éxitos fueron compensados por la complicada posición política que Rainier descubrió en las Indias Orientales Neerlandesas; pasó la totalidad del resto del año difundiendo o derrotando una serie de levantamientos de rajás locales y no regresó a la India hasta febrero de 1797.
Alarmado por la distancia que Elphinstone se había visto obligado a viajar para defender el Cabo, el Almirantazgo separó el mando del Cabo y las Indias Orientales en la primavera de 1796. En octubre de 1796, Elphinstone fue llamado a Gran Bretaña, enviando un escuadrón compuesto por HMS Jupiter, HMS Braave, HMS Sceptre, HMS Sybille y HMS Sphinx para renovar nuevamente el bloqueo de Île de France y HMS Trident y HMS Fox enviados para aumentar el escuadrón de Rainier, que había sido dañado por una tormenta en la Bahía de Bengala. El 2 de diciembre, un destacamento del escuadrón de bloqueo, dirigido por el capitán John William Spranger en el HMS Crescent con Braave y Sphynx atacó y destruyó el puerto francés en Foul Point en Madagascar, apoderándose de cinco buques mercantes franceses.

### Escuadrón de Sercey

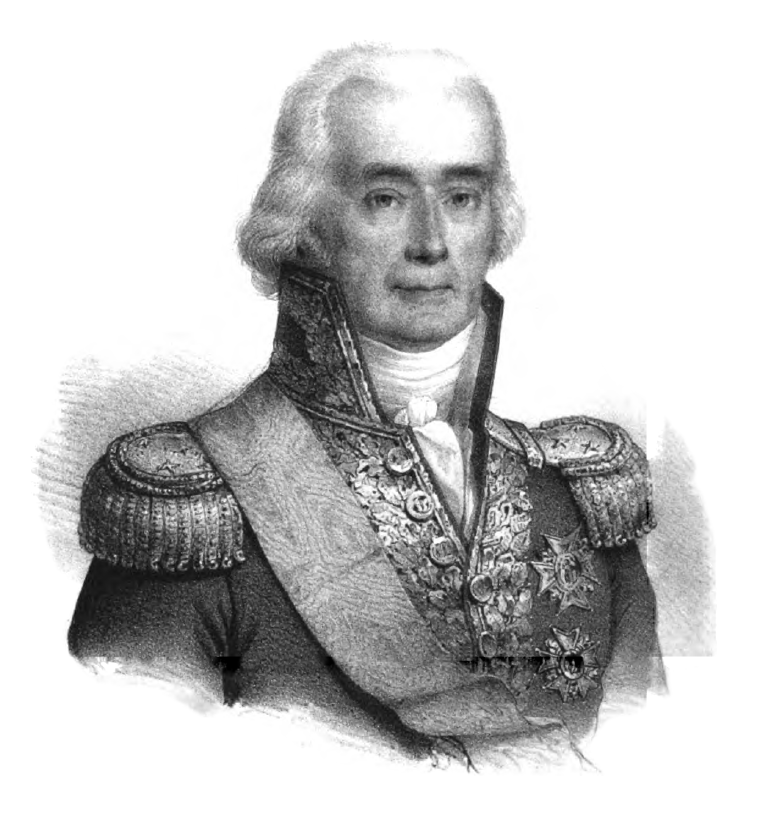
Pierre César Charles de Sercey

Hasta 1796 no había habido ninguna reacción de la Convención francesa a las operaciones en las Indias Orientales, y finalmente se inspiraron para reforzar la región no por las acciones británicas sino por las francesas. En 1795 habían llegado órdenes a la Isla de Francia aboliendo formalmente la esclavitud. La Asamblea Colonial en la isla, cuya riqueza dependía del trabajo esclavo, simplemente ignoró la orden. El asunto fue abordado por el Comité de Seguridad Pública, que ordenó a dos agentes, Baco y Burnel, que hicieran cumplir el fallo. Estos agentes fueron escoltados por una escuadra de fragatas que zarpaban de Rochefort el 4 de marzo bajo el mando del contraalmirante Pierre César Charles de Sercey, nacido en la Isla de Francia, compuesto por Régénérée, Cocarde, Forte y Seine con las corbetas Bonne Citoyenne y Mutine. A bordo había 800 soldados y dos compañías de artillería al mando del general François-Louis Magallon.
El viaje de Sercey comenzó mal, perdiendo Cocarde en un accidente en la costa francesa y Bonne Citoyenne y Mutine a las patrullas de fragatas británicas en el Golfo de Vizcaya. Una vez fuera de las aguas europeas, sin embargo, su paso fue indiscutible, regando en La Palma, donde Vertu se unió a la escuadra, y capturando al ballenero Lord Hawkesbury en el Atlántico Sur. Baco y Burnel demostraron ser un problema mayor: en un momento dado, la pareja en disputa intentó matarse mutuamente y tuvo que ser separada por Sercey. El escuadrón tomó a un indio portugués del cabo Agulhas el 24 de mayo y al día siguiente se encontró y persiguió sin éxito al HMS Sphynx. El 3 de junio Sercey se apoderó de un indio británico y su escuadrón llegó a Île de France sin oposición el 18 de junio, el escuadrón de bloqueo había partido de la costa unos días antes. La Asamblea Colonial había sido advertida de la llegada de los agentes del gobierno, posiblemente por Sercey, y se encontraron con tropas armadas. Los agentes exigieron que Magallon atacara a las tropas coloniales, pero él se negó a hacerlo, y Baco y Burnel fueron forzados a subir a la corbeta Moineau. Moineau recibió instrucciones de llevar a los agentes a Manila, pero una vez en el mar anularon al capitán y le ordenaron que los llevara de regreso a Francia.
Sercey reacondicionó su escuadrón en Île de France, dividiéndolo en dos fuerzas. El más grande, que comprendía Forte, Prudente, Sena, Régénérée, Vertu y Cybèle debía navegar hacia el este bajo su mando. El segundo, compuesto por el recién llegado Preneuse y la corbeta Brûle-Gueule, recibió la orden de operar hacia el oeste en el Canal de Mozambique. Sercey zarpó el 14 de julio de 1796, llegando a Ceilán el 14 de agosto. No sabía en esta etapa que los puertos del este de la India estaban indefensos, la prolongada estancia de Rainier en las Indias Orientales no dejaba buques de guerra para proteger Madrás y Calcuta, y Sercey en consecuencia envió al corsario Alerte a explorar la Bahía de Bengala. Alerte fue capturado posteriormente por la fragata británica HMS Carysfort, y los documentos que detallan la fuerza de Sercey encontrado a bordo. Esta información se utilizó para suministrar subrepticiamente a Sercey información falsa de que un escuadrón de batalla británico estaba anclado en Madrás. Disuadido de nuevas operaciones en la región, Sercey asaltó Tranquebar y luego navegó hacia las Indias Orientales.
Después de atacar Banda Aceh, Sercey trató de asaltar el puesto comercial británico de George Town en Penang, pero el 9 de septiembre su escuadrón fue interceptado frente al noroeste de Sumatra por dos barcos británicos de línea, HMS Arrogant y HMS Victorious, que habían sido separados apresuradamente de las tareas de protección comercial en Penang. Las fuerzas lucharon en una acción inconclusa después de la cual ambos se retiraron con daños, los británicos a Madrás y Sercey a Batavia, donde permaneció hasta enero de 1797. Al salir de Batavia, Sercey navegó en el mar de Java en busca del convoy anual del EIC desde Macao. Rainiero había escoltado a la mitad del convoy a salvo a través del estrecho de Malaca durante su regreso a la India, pero la otra mitad navegó sin escolta a través del estrecho de Bali, donde Sercey lo emboscó el 28 de enero. El capitán Charles Lennox salvó su convoy disfrazando sus barcos como un escuadrón de la Royal Navy y haciendo movimientos agresivos hacia los barcos de Sercey, intimidando al almirante francés para que se retirara sin combate. Sercey posteriormente regresó a Île de France, donde se enteró de su error.

### Dispersión francesa
La campaña de Sercey había terminado en fracaso, con poca interrupción en el comercio británico o las operaciones navales en las Indias Orientales. Sin embargo, la Compañía de las Indias Orientales había sufrido pérdidas más graves por las depredaciones de corsarios. El más activo fue Robert Surcouf, cuyo pequeño barco Emilie capturó el barco maderero Penguin frente a Pegu en octubre de 1795 y los barcos rurales Russell, Sambolasse y Diana frente a la desembocadura del río Hooghly en enero de 1796. Más en serio, también capturó el barco piloto Cartier, que utilizó para apoderarse del gran tritón de las Indias Orientales.
Ningún refuerzo francés llegó a las Indias Orientales en 1797. Se había desarrollado una estrategia compleja para desembarcar un ejército en Irlanda y luego usar la flota de invasión para atacar a la India como objetivo secundario. Este ambicioso plan se derrumbó por completo durante la fallida Expédition d'Irlande en diciembre de 1796 en la que miles de tropas francesas se ahogaron. Sin embargo, la situación estratégica en Europa había cambiado una vez más durante 1796 cuando Francia y España firmaron el Tratado de San Ildefonso, transfiriendo a España de un aliado de Gran Bretaña a un aliado de Francia. Por lo tanto, la atención británica en las Indias Orientales se desplazó de los territorios insulares franceses a las Filipinas españolas, donde el escuadrón de defensa había sido gravemente dañado en un huracán en abril de 1797 y estaba en el muelle para reparaciones extensas. Las fuerzas británicas estaban una vez más en ascenso, Rainier al mando de cinco barcos de línea, un barco de cuarta clase y seis fragatas. Rainier desarrolló extensos planes junto con Sir John Shore, Gobernador General de la India, y el coronel Arthur Wellesley para un gran ataque a Manila, que sería dirigido por Sir James Craig. El Tratado de Campo Formio y el consiguiente fin de la Guerra de la Primera Coalición en Europa provocaron la cancelación de estos planes; Gran Bretaña ahora luchó sola contra Francia y sus aliados y surgieron temores de que el sultán Tipu de Mysore pudiera atacar una vez más las colonias británicas en la India. Para garantizar la seguridad de la Flota de China de 1798 del ataque español, en julio de 1797 Rainier desplegó Centurion, HMS Sybille y HMS Fox para escoltar un convoy de indios orientales a Macao. Después de ver sus cargas en el puerto en diciembre, el capitán Edward Cooke investigó Manila en Sybille, acompañado por Fox. Allí descubrió el débil estado de la escuadra española.
Otros barcos británicos operaban en las Indias Orientales: en julio de 1797, la Resistence y una fuerza de tropas del EIC capturaron Kupang en Timor, pero posteriormente fueron expulsados por un levantamiento armado de los ciudadanos malayos de la ciudad. En los combates callejeros murieron 13 soldados británicos y 300 malayos. La Resistence se perdió posteriormente el 24 de julio de 1798, destruida accidentalmente con más de 300 de sus tripulantes en una explosión de municiones inexplicable en el estrecho de Bangka. Originalmente había doce sobrevivientes, pero ocho murieron a causa de sus heridas y los marineros restantes fueron capturados por piratas de Sumatra y vendidos como esclavos. Mahmud Shah III, sultán de Johor, más tarde los liberó, aunque solo se confirmó que uno, llamado Thomas Scott, había sobrevivido.
El mantenimiento del bloqueo de Île de France era responsabilidad de la importante escuadra británica en la Colonia del Cabo, que había sufrido severamente los disturbios inspirados por los motines de Nore y Spithead en Gran Bretaña. Las tripulaciones del HMS Tremendous y el HMS Sceptre se levantaron y depusieron a sus oficiales, pero encontraron los cañones de Ciudad del Cabo entrenados en sus barcos, el gobernador Lord Macartney amenazándolos con la destrucción. Intimidados los marineros se rindieron, el incidente siguió de flagelaciones y ejecuciones. A pesar de esta parálisis, el escuadrón de Sercey no estaba en condiciones de disputar el control del Océano Índico: los suministros y la mano de obra estaban severamente limitados y el Comité Colonial, todavía resentido tras el incidente con los agentes en 1796, se mostró reacio a ofrecer apoyo. Las únicas operaciones de Sercey fueron cruceros limitados en las Seychelles y el suministro de 300 refuerzos a Batavia durante el verano de 1797, mientras que Cybèle fue enviado de regreso a Francia en la primavera de 1797 y Vertu, Régénerée y Sena siguieron a principios de 1798. Vertu y Régénerée pasaron desapercibidos en el Atlántico hasta que se detuvieron en las Islas de Los el 24 de abril. Allí fueron descubiertos por la fragata HMS Pearl de 32 cañones al mando del capitán Samuel James Ballard. Navegando para investigar Ballard fue atacado por los barcos franceses y se vio obligado a pasar entre ellos, disparando en cada dirección mientras lo hacía. Perseguido por Régénerée, Pearl se retiró a Sierra Leona con un aparejo dañado y un hombre muerto. Sena también fue interceptado por un escuadrón de fragatas del bloqueo de Brest cerca de Penmarch. Huyendo hacia el sur, el barco luchó contra sus perseguidores en la acción del 30 de junio de 1798, que terminó con El Sena y las fragatas británicas HMS Jason y HMS Pique en tierra cerca de La Rochelle. Jasón y el Sena capturado fueron reflotados, pero Pique fue destruido.

### Mar Rojo y Mysore
En julio de 1798, Napoleón Bonaparte dirigió una fuerza expedicionaria francesa a través del Mediterráneo para invadir Egipto, entonces parte del Imperio Otomano. Los desembarcos iniciales fueron exitosos y la Batalla de las Pirámides confirmó el control de Bonaparte del país. El 1 de agosto, sin embargo, su flota fue destruida por una fuerza británica bajo Sir Horatio Nelson en la batalla del Nilo el 1 de agosto, aislando al ejército francés en Egipto. El Almirantazgo inició una respuesta importante, incluido el envío de un escuadrón bajo el mando del comodoro John Blankett para bloquear la costa egipcia del Mar Rojo: había preocupación en Londres de que Bonaparte pudiera proceder a atacar a la India desde Egipto, junto con el Tipu sultán y los ejércitos de Mysore. La fuerza de Blankett llegó en diciembre de 1798, acompañada por un escuadrón enviado por Rainier. Bonaparte había visitado Suez a principios de mes, y se habían elaborado planes para un pequeño escuadrón francés del Mar Rojo, pero la fuerza de Blankett y la supremacía regional que trajo hicieron que estos planes quedaran obsoletos. Se realizaron ataques contra la navegación comercial en Suez en abril, y la entrada al Mar Rojo fue efectivamente bloqueada por la ocupación británica de Perim y Moca, y en julio de 1799 Blankett ordenó a las fragatas HMS Daedalus y Fox destruir el castillo francés en El-Qoseir. La ciudad fue fuertemente bombardeada, aunque los intentos de hacer desembarcos anfibios fueron expulsados.
La atención británica en otras partes del teatro se centró en el sur de la India. En enero de 1798, un corsario francés trajo enviados de Mysore a Île de France con una solicitud de apoyo. Malartic suministró 86 voluntarios, que fueron enviados a la India en Preneuse bajo el mando del capitán Jean-Marthe-Adrien l'Hermite. La misión de Lhermitte estaba destinada a ser encubierta, pero en abril de 1798 atacó y capturó a dos indios orientales, Woodcot y Raymond, en Thalassery, y desembarcó a los voluntarios en Mangalore el 24 de abril. Esta acción causó una crisis en las relaciones entre el EIC y Mysore, que el evidente entusiasmo de Tipu sultán por la intervención francesa en la India inflamó. La Cuarta Guerra Anglo-Mysore comenzó en febrero de 1799 cuando dos ejércitos británicos cruzaron al territorio de Mysorean. Obligado a regresar a su capital, Seringapatam, el sultán Tipu resistió un asedio durante varias semanas hasta que la ciudad fue tomada por asalto, con Tipu sultán siendo asesinado durante los combates callejeros subsiguientes.

### Dominio británico

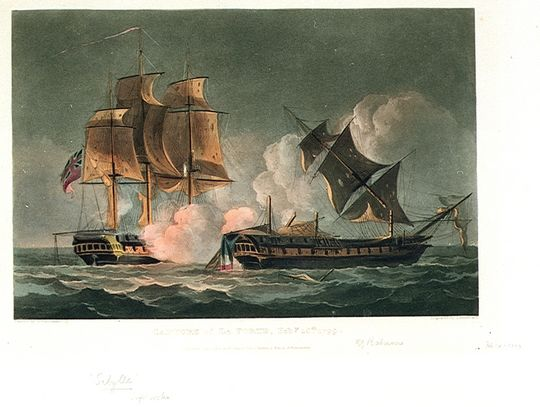
Capture of La Forte, 28 de febrero de 1799, Thomas Whitcombe, 1816, Museo Marítimo Nacional

Durante el verano de 1798, Forte y Prudente llevaron a cabo una operación de incursión comercial bajo el mando del capitán Ravanel en la Bahía de Bengala y el Estrecho de Bali que logró un éxito moderado, pero también vio el primero de una serie de motines entre las tripulaciones de Sercey. El almirante francés planeó entonces una operación conjunta con la escuadra española en Manila, navegando a Batavia en Brûle-Gueule, a la que se uniría Preneuse. Había ordenado a Ravanel que se uniera a su fuerza allí, pero el capitán francés regresó a Port Louis, donde Prudente fue capturado por el Malartic y vendido como corsario y Forte envió una incursión comercial en la Bahía de Bengala desafiando las órdenes de Sercey. Prudente fue capturado por Dédalo en la acción del 9 de febrero de 1799 frente a la costa de Natal, mientras que Forte fue capturado por Sybille frente a la desembocadura del río Hooghly en la acción del 28 de febrero de 1799.
La furia de Sercey por la incautación de sus fragatas más fuertes se vio agravada por la condición de Preneuse, que llegó a Batavia en un estado de motín. Lhermitte había ejecutado a cinco tripulantes en el viaje y Sercey inmediatamente envió el barco de nuevo en un crucero frente a Borneo en un esfuerzo por contener la desafección. Con sus fuerzas inesperadamente reducidas, Sercey envió sus barcos restantes a Manila para operaciones con los españoles, pero la condición de los barcos españoles era tan pobre que no se pudieron realizar operaciones en 1798. Un ataque a la Flota de China fue finalmente intentado en enero de 1799, pero a su llegada a Macao la escuadra española combinada se negó a enfrentarse a la poderosa escolta británica y toda la fuerza se retiró, perseguida por el capitán William Hargood en el HMS Intrepid.

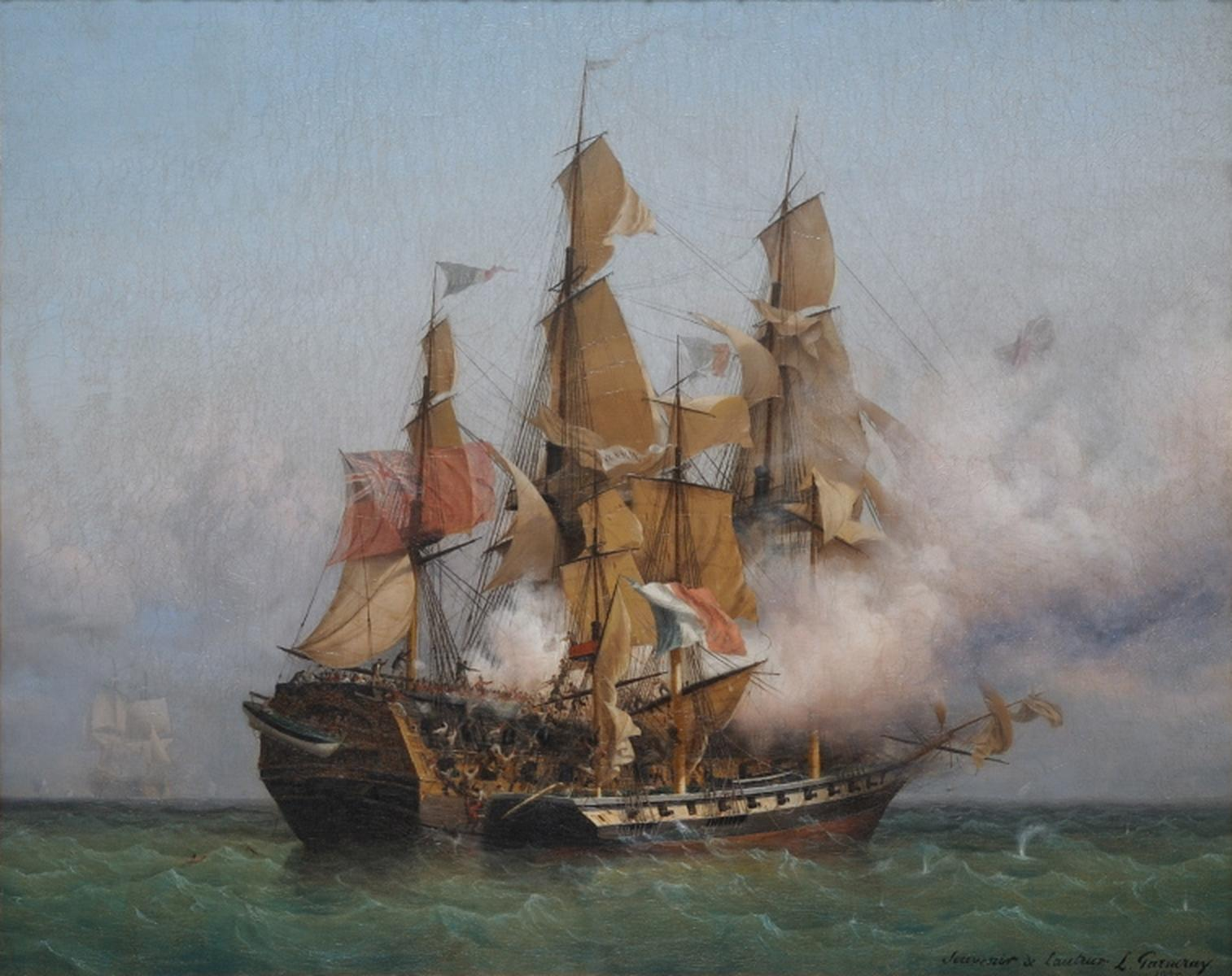
Combat de la Confiance, commandée par Robert Surcouf, et du Kent. Ambroise Louis Garneray

Decepcionado por el fracaso de Macao y debilitado por las pérdidas de su escuadrón, Sercey se retiró a Île de France en la primavera de 1799. Allí envió a Preneuse en un crucero de asalto en el Canal de Mozambique. El 20 de septiembre, Lhermitte libró un breve e inconcluso combate nocturno con un pequeño escuadrón de buques de la Royal Navy en la bahía de Algoa, lo que llevó tres semanas después a un enfrentamiento no concluyente el 9 de octubre con el HMS Jupiter de 50 cañones. Regresando a Île de France con poco que mostrar para su crucero de tres meses, Lhermitte fue interceptado frente a Port Louis por el escuadrón de bloqueo de Adamant y HMS Tremendous en la acción del 11 de diciembre de 1799 y Preneuse fue conducido a tierra y destruido. Sercey ya había enviado a Brûle-Gueule de regreso a Francia a finales de septiembre con presos políticos de Île de France y más de un millón en bullion, la corbeta finalmente naufragó con la pérdida de 132 vidas en la Pointe du Raz en la costa bretona. Sercey, un almirante sin mando, regresó a Francia y se retiró de la Marina. Posteriormente se estableció en Île de France.
A medida que la presencia naval francesa en el Océano Índico disminuyó, el papel de incursión comercial fue asumido por corsarios. Estos buques rápidos operaron con considerable éxito contra la marina mercante británica, y proteger a los convoyes de sus depredaciones consumió una proporción considerable de la fuerza naval de Rainier: gradualmente sin embargo, fueron interceptados y capturados, incluyendo Adele en mayo de 1800 y L'Uni en agosto de 1800. Entre los corsarios más notorios estaba Ifigenia, que se apoderó de un paquebote, Pearl, en el Golfo Pérsico en octubre de 1799. Perseguidos por la balandra HMS Trincomalee, los dos libraron un feroz enfrentamiento el 12 de octubre en el que ambos barcos fueron destruidos y más de 200 hombres murieron. El más peligroso entre los corsarios fue Robert Surcouf, que navegó en Clarissa y luego en Confiance. En este último libró una batalla significativa frente al río Hooghly el 9 de octubre de 1800 con el indio oriental Kent. Finalmente sometido por una acción de abordaje, Kent perdió 14 muertos, incluido el capitán Robert Rivington, y 44 heridos; Los hombres de Surcouf sufrieron 14 bajas. El conflicto corsario continuó hasta el final de la guerra, los grandes corsarios Grand Hirondelle y Gloire permanecieron en el mar hasta 1801 antes de ser capturados, y Courier y El Confiance de Surcouf evadieron la intercepción por completo.

### Acciones finales
Las principales prioridades de Rainier siguieron siendo la protección del comercio, pero su mando se vio sometido a una creciente interferencia de Londres, en particular del Secretario de Estado para Guerra Henry Dundas. Dundas insistió a lo largo de 1799 y 1800 en que la prioridad para Rainier debía ser la invasión y captura de Java, eliminando así por completo las Indias Orientales Neerlandesas. Órdenes contradictorias vinieron de Lord Mornington, quien estaba instruyendo a Rainier para planear una invasión de Île de France, mientras que el propio Rainier deseaba resucitar la operación abandonada contra Manila. Tan confundida estaba la estructura de mando que en septiembre de 1800 Rainiero amenazó con renunciar, pero en octubre de 1800 una renovada amenaza de Egipto redirigió el foco de su escuadrón al Mar Rojo y solo un puñado de operaciones menores contra puestos holandeses en Java fueron llevadas a cabo por una pequeña fuerza bajo el capitán Henry Lidgbird Ball, capturando algunos barcos mercantes pero perdiendo más de 200 hombres por enfermedades en el proceso. En el Cabo de Buena Esperanza, un vendaval el 5 de diciembre de 1799 causó graves daños a la navegación en Table Bay: entre los naufragios se encontraban el HMS Sceptre con 290 tripulantes, el barco danés de la línea Oldenburg y varios grandes buques mercantes estadounidenses.
La campaña del Mar Rojo de 1801 estaba destinada a complementar la invasión británica del Egipto controlado por los franceses desde el Mediterráneo, que se llevó a cabo en marzo de 1801. Las operaciones iniciales fueron confiadas a Blankett en Jeddah, que estaba en mal estado de salud y luchando por negociar con Ghalib Efendi bin Musa'ed, Jerife de La Meca. Estos problemas se agravaron cuando Forte naufragó al entrar en el puerto. Las fuerzas de Blankett desembarcaron sin oposición en Suez el 22 de marzo, ya que los franceses habían retirado sus fuerzas en el sur de Egipto para oponerse a los desembarcos en el Mediterráneo. Completada su misión, Blankett se retiró en junio después de enviar 300 soldados para unirse al conflicto en el norte de Egipto, y se reunió con un gran escuadrón de refuerzos bajo el mando del capitán Sir Home Popham frente a Qusayr. Un ejército bajo el mando del general David Baird tomó el paso por el Nilo, pero no llegó antes de que la campaña terminara con la Capitulación de Alejandría en agosto.
La Armada francesa jugó poco papel en la oposición a la campaña británica en Egipto, pero una fragata fue enviada al Océano Índico para interferir con las líneas de suministro al Mar Rojo. Este barco, Chiffonne tenía su base en Mahé en las Seychelles. El viaje había sido agitado, Chiffonne se apoderó de una fragata brasileña Andhorina en el Atlántico y el indio oriental Bellona, además de transportar a 32 presos políticos condenados al exilio en el Océano Índico. Sin embargo, en la batalla de Mahé el 19 de agosto, Chiffonne fue descubierta anclada por Sybille y capturada. Las operaciones finales en el Océano Índico vieron a las fuerzas británicas consolidarse aún más, desembarcando tropas en las colonias portuguesas en la región para evitar la aplicación de los términos del Tratado de Badajoz, en virtud del cual Portugal acordó excluir a los barcos británicos de sus puertos, mientras que el EIC atacó y capturó la isla holandesa de Ternate.

## Secuelas
La Paz de Amiens entró en vigor el 1 de octubre de 1801, poniendo fin a las Guerras Revolucionarias Francesas. La confirmación de este armisticio no llegó a la India hasta el 1 de febrero de 1802, pero se había esperado ampliamente y ninguna de las partes había emprendido operaciones navales significativas durante el interinato. Los términos del tratado devolvieron todo el territorio capturado por las fuerzas británicas en las Indias Orientales a sus amos originales, con la notable excepción de Ceilán, que fue oficialmente nombrada Colonia de la Corona Británica. Nadie en el Océano Índico creía que la Paz duraría, cada lado construyendo fuerzas sustanciales en la región. Como señaló el historiador William James, «¿quién podría dudar entonces de que, aunque la cera en los sellos del tratado que concluyó el último apenas se había enfriado, una nueva guerra estaba en vísperas de estallar?». La paz duró poco, las Guerras Napoleónicas estallaron en mayo de 1803, momento en el que el emperador Napoleón había enviado refuerzos sustanciales a Île de France y los otros territorios franceses en las Indias Orientales. Aunque la campaña había beneficiado personalmente a Rainier en alrededor de £300 000 (el equivalente a £28 500 000 a partir de 2015), el historiador C. Northcote Parkinson escribió que «No se puede decir que la guerra naval en el Océano Índico de 1794 a 1801 haya sido un éxito brillante» para ninguno de los lados. La falta de refuerzos franceses y la ineficacia de Sercey contrarrestada por el confuso liderazgo británico y las prioridades dispersas, con operaciones abortadas contra Manila y Batavia y una campaña marginal en el Mar Rojo que consumió cantidades excesivas de tiempo y energía.